# Liebe, die den Kopf verliert
Liebe, die den Kopf verliert ist eine österreichische Filmkomödie auf dem Jahre 1956 von Thomas Engel mit Paul Hubschmid und dem Damen-Trio Winnie Markus, Susi Nicoletti und Maria Holst in den Hauptrollen.

## Handlung
Conrad Hegner ist ein ausgesprochen attraktiver junger Mann, den die Damenwelt umschwärmt. Doch die meint es nicht immer gut mit ihm. Nachdem seine Gattin sich mit seinem geerbten Schmuck aus dem Staub gemacht hat, entschließt er sich dazu, es dem weiblichen Geschlecht heimzuzahlen. Fortan gibt er den Frauenbeglücker, der aber, sobald es ernst wird, deren Herzen bricht und mit reichlich Geld in der Tasche Fersengeld gibt.
Als Heiratsschwindler hat er vor allem bei den Damen gehobenen Alters wie gesellschaftlichen Standes einigen Erfolg: Er hofiert die Wiener Baronin Jasmin von Arnau ebenso wie die leidenschaftliche Salzburgerin Henriette Hergesheim und schröpft sie ganz en passant auf galante Art. Ebenso in seine Fänge gerät Leonie Waldau, die nicht mehr ganz taufrische Suppennudelfabrikantin Leonie. Nach amouröser Umgarnung ist sie gern bereit, dem Herzensschlawiner Conrad reichlich Geld für die angeblich geplante Bergung eines gesunkenen Schiffes vorzustrecken. Conrad Hegner hat lange Zeit Erfolg mit seiner Methode, weil er den frustrierten Frauen das gibt, was sie sich insgeheim von einem Mann erträumen.
Doch eines Tages hat der weltgewandte Schönling den Bogen überspannt, und die betrogenen Damen, die voneinander erfahren haben, schlagen zurück. Conrad wird aufgrund seiner Missetaten verhaftet und wandert hinter Gitter. Doch lange muss Hegner nicht hinter schwedischen Gardinen schmachten, und bei seiner Entlassung warten schon die betrogenen Damen. Doch Conrad hat genug von ihnen und entflieht, kaum wieder auf freiem Fuß, ihnen, auf der Suche nach neuen Abenteuern.

## Produktionsnotizen
Liebe, die den Kopf verliert entstand zum Jahresbeginn 1956 und wurde am 5. April desselben Jahres in Bielefeld uraufgeführt.
Otto Dürer übernahm die Produktionsleitung. Felix Smetana schuf die Filmbauten, Fred Adlmüller die Kostüme. Dieter Wedekind war Kameraassistent, Franz Josef Gottlieb Regieassistent.

## Kritiken
Der Spiegel schrieb: „Paul Hubschmid spielt einen überbeschäftigten Heiratsschwindler, dem müder Charme und hoher Wuchs erlauben, nur mondäne Schönheiten (Winnie Markus, Susi Nicoletti, Maria Holst) hereinzulegen. Der Regisseur Thomas Engel verfeinert und verziert die dunklen Händel derart amüsant, daß man ihn nach diesem Film den in Deutschland so raren Komödien-Cracks zurechnen darf.“
Im Lexikon des Internationalen Films heißt es: „Die Geschichte eines Heiratsschwindlers in einem leichtgewichtigen Unterhaltungsfilm, der sich zwischen frivoler Komik und pseudokritischer Ernsthaftigkeit in Langeweile und Indifferenz hineinmanövriert.“